# Брамбилла, Джанлука
Джанлука Брамбилла (итал. Gianluca Brambilla; род. 22 августа 1987, Беллано, Италия) — итальянский профессиональный шоссейный велогонщик, выступающий с 2018 года за американскую команду «Trek-Segafredo».

## Достижения
2006
3-й Джиро дель Венето
3-й Stallavena
2007
Джиро дель Венето
1-й на этапе 1(ТТТ) и 4
1-й Мемориал Герри Гаспаротто
2-й Кубок Фьера Меркатале
2-й Гран Премио дей Колли Изолани
2-й Гран Премио Эцио Дель Россо
3-й Мемориал Виттиме дель Вайонт
2008
1-й Гран-При Палио дель Речото
1-й Мемориал Виттиме дель Вайонт
2-й Пиккола Санремо
2-й Джиро делла Провинча ди Падуя
2-й Коппа Читта ди Сан Даньеле
3-й Трофео Зсшди
3-й Гран-При Бьянко ди Кустоца
3-й Кубок Лессинии
3-й Тренто — Монте Бондоне
2009
1-й  Джиро дель Фриули
1-й Медалья д'Оро Фраре Де Нарди
1-й Кубок Читта ди Сан Даньеле
2-й Трофеи Джанфранко Бьянкин
2-й Кубок Фьера ди Меркатале
3-й Чемпионат Италии среди молодёжи в групповой гонке
3-й Трофео Зсшди
3-й Джиро делла Валли Аретине
3-й Руота д’Оро
3-й Трофеи Спортиви ди Брига
2010
1-й Гран-При Нобиля Рубинеттерие
6-й Гран-при Лугано
2011
4-й Гран-При Индустриа э Коммерчо Артиджанато Карнагесе
4-й Джиро ди Романья
6-й Гран Премио делль'Инсубриа-Лугано
2012
1-й на этапе 1b (TTT) Джиро ди Падания
2-й Джиро дель Аппеннино
4-й Трофеи Лайгуэльи
4-й Гран-при Индустрия и Артиджанато ди Ларчано
7-й Гран-при Лугано
2014
3-й GP Briek Schotte
4-й Trofeo Serra de Tramuntana
2015
6-й Тур Абу Даби
10-й Джиро ди Ломбардия
10-й Классика Дрома
2016
Джиро д'Италия
1-й на этапе 8
 Розовая майка на этапах 8-9
1-й на этапе 15 Вуэльта Испании
1-й Trofeo Pollenca-Port de Andratx
2-й  Чемпионат Италии в групповой гонке
3-й Страде Бьянке
4-й Trofeo Serra de Tramuntana
6-й Классика Сан-Себастьяна
7-й Вуэльта Бургоса
8-й Тре Валли Варезине
10-й Тур Омана
2017
8-й Кэдел Эванс Грейт Оушен Роуд
2018
5-й Мемориал Марко Пантани
8-й Тур Хорватии
10-й Адритическая гонка Ионики
10-й Тре Валли Варезине
2019
6-й Trofeo Andratx–Lloseta
10-й Джиро дель Эмилия
| № | Дата            | Кат.  | Страна  | Тип        | Гонка                        | Команда          |
| - | --------------- | ----- | ------- | ---------- | ---------------------------- | ---------------- |
| 1 | 19 июня 2010    | 1.1   | Италия  | Однодневка | Гран-при Нобили Рубинеттьери | Colnago-CSF Inox |
| 2 | 29 января 2016  | 1.1   | Испания | Однодневка | Trofeo Andratx               | Etixx-Quick Step |
| 3 | 14 мая 2016     | 2.UWT | Италия  | 8 Этап     | Джиро д’Италия               | Etixx-Quick Step |
| 4 | 4 сентября 2016 | 2.UWT | Испания | 15 Этап    | Вуэльта Испании              | Etixx-Quick Step |

## Статистика выступлений
Чемпионаты
| Соревнование     | 2014 | 2015 | 2016 | 2017 | 2018 | 2019 |
| ---------------- | ---- | ---- | ---- | ---- | ---- | ---- |
| Чемпионат мира   | —    | —    | —    | —    | 75   | —    |
| Чемпионат Италии | 40   | 8    | 2    | 11   | 57   | 9    |

Гранд Туры
| Гонка           | 2011 | 2012 | 2013 | 2014 | 2015 | 2016 | 2017 | 2018 | 2019 |
| --------------- | ---- | ---- | ---- | ---- | ---- | ---- | ---- | ---- | ---- |
| Джиро д'Италия  | 95   | 13   | 105  | 29   | —    | 22   | —    | 18   | 49   |
| Тур де Франс    | —    | —    | —    | —    | —    | —    | 53   | —    | —    |
| Вуэльта Испании | —    | —    | —    | ДСК  | 13   | 23   | —    | 16   | 42   |

Однодневки
| Монументальные гонки  |      |      |      |      |      |      |      |      |      |      |
| Гонка                 | 2010 | 2011 | 2012 | 2013 | 2014 | 2015 | 2016 | 2017 | 2018 | 2019 |
| Милан — Сан-Ремо      | —    | НФ   | 44   | —    | —    | —    | 80   | —    | —    | 34   |
| Тур Фландрии          | —    | —    | —    | —    | —    | —    | —    | —    | —    | —    |
| Париж — Рубе          | —    | —    | —    | —    | —    | —    | —    | —    | —    | —    |
| Льеж — Бастонь — Льеж | —    | —    | —    | НФ   | —    | НФ   | —    | 34   | —    | —    |
| Джиро ди Ломбардия    | НФ   | НФ   | НФ   | НФ   | НФ   | 10   | 12   | НФ   | —    | 27   |

| —   | Не участвовал в гонке |
| ДСК | Дисквалифицирован     |
| НФ  | Не финишировал        |